# Skjervøya
Skjervøya (en sami septentrional: Skiervá) es una isla del municipio de Skjervøy en la provincia de Troms, Noruega. Se ubica entre las islas de Kågen al este y Laukøya al sur. El fiordo de Kvænangen se extiende por el este de la isla. La localidad de Skjervøy es el principal núcleo urbano del lugar, que posee un área de 11,7 km². La pesca es la principal industria económica de Skjervøya. Las principales rutas para llegar son el puente Skjervøy, que conecta con Kågen y el túnel Maursund que une Kågen al continente.